# Augusta Wiktoria ze Szlezwika-Holsztynu-Sonderburga-Augustenburga
Augusta Wiktoria Fryderyka Ludwika Feodora Jenny, niem. Auguste Viktoria Friederike Luise Feodora Jenny von Schleswig-Holstein-Sonderburg-Augustenburg (ur. 22 października 1858 w Dłużku, zm. 11 kwietnia 1921 w Doorn w Holandii) – królowa Prus i cesarzowa niemiecka jako żona Wilhelma II, ostatniego władcy Prus i Niemiec.

## Życiorys
Augusta Wiktoria była najstarszą córką tytularnego księcia Szlezwika-Holsztynu Fryderyka VIII i Adelajdy, córki Ernesta I, księcia Hohenlohe-Langenburga. Swoje dzieciństwo spędziła w Dłużku (niem. Dolzig), a później w Kilonii. Swojego męża, późniejszego cesarza Niemiec Wilhelma II, poznała na polowaniu w Przemkowie.
Ich ślub odbył się 27 lutego 1881 r. Ceremonia trwała 8 godzin, podczas których wszyscy musieli stać. Wilhelm (27 stycznia 1859–4 czerwca 1941), był synem następcy tronu, późniejszego cesarza Niemiec Fryderyka III, i jego żony, Wiktorii, córki księcia Alberta i królowej Wiktorii. Wilhelm i Augusta mieli razem sześciu synów i córkę:
- Fryderyk Wilhelm Wiktor August Ernest (6 maja 1882–20 lipca 1951), następca tronu
- Wilhelm Eitel Fryderyk Chrystian Karol (7 lipca 1883–8 grudnia 1942)
- Adalbert Ferdynand Berengar Wiktor (14 lipca 1884–22 września 1948)
- August Wilhelm Henryk Günther (29 stycznia 1887–25 marca 1949), zw. Au-Wi
- Oskar Karol Gustaw Adolf (27 lipca 1888–27 stycznia 1958)
- Joachim Franciszek Humbert (17 grudnia 1890–18 lipca 1920)
- Wiktoria Ludwika Adelajda Matylda Charlotta (13 września 1892–11 grudnia 1980), żona Ernesta Augusta III, księcia brunszwickiego.

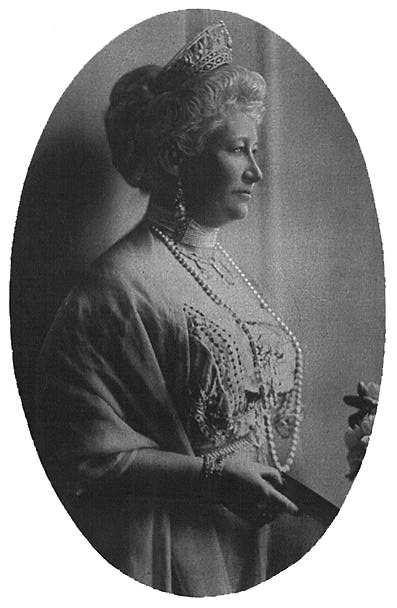
Augusta Wiktoria

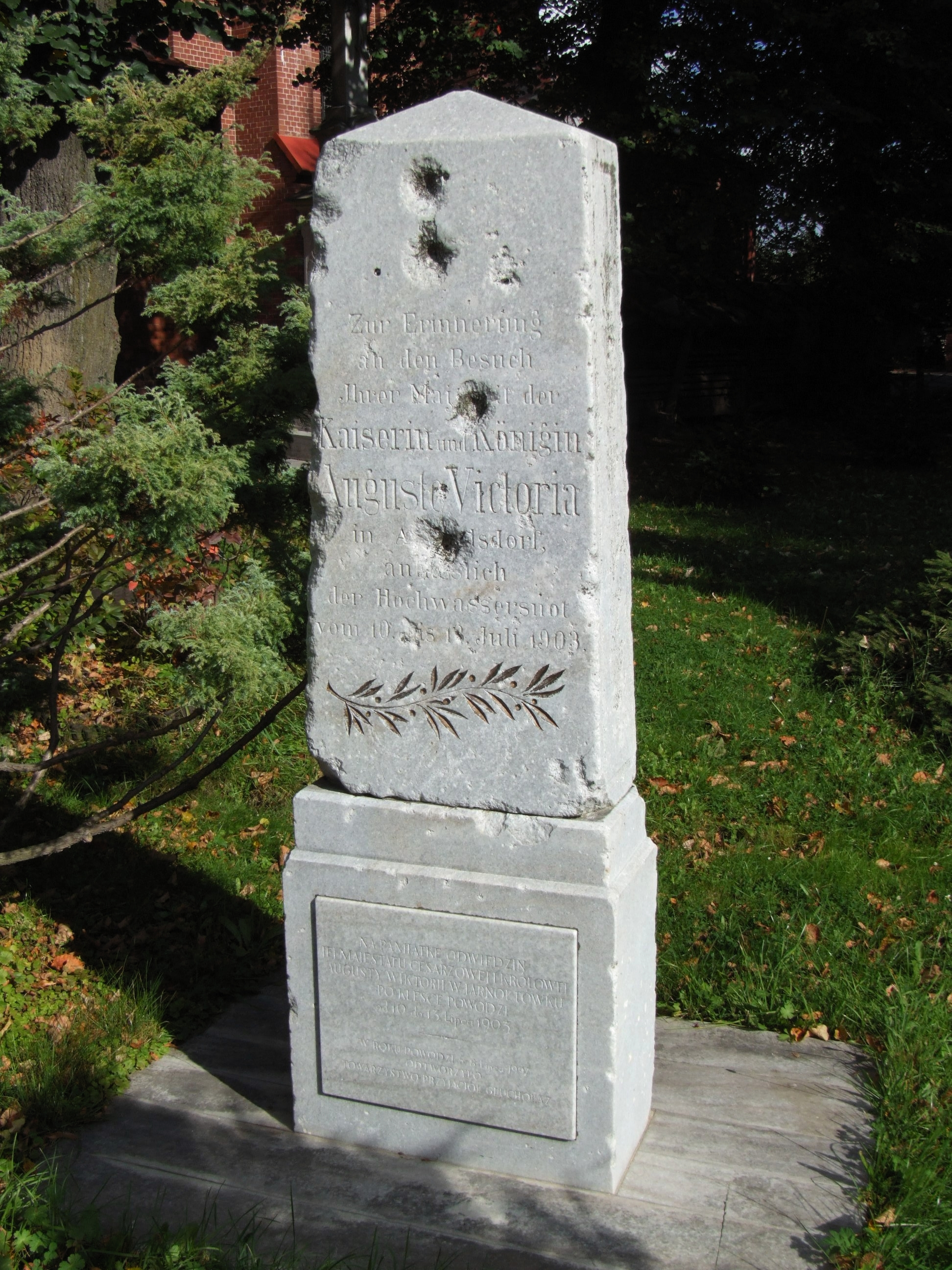
Obelisk w Jarnołtówku, upamiętniający wizytę cesarzowej

Augusta była nazywana przez rodzinę „Doną”. Nie była specjalnie urodziwa ani inteligentna. Nie wywierała też wpływu na politykę męża. Przed jej małżeństwem i kilka lat po nim Augusta nie cieszyła się sympatią niektórych członków rodziny Wilhelma, np. swojej szwagierki księżnej Charlotty, która uważała ją za parweniuszkę, córkę księcia, który nie posiadał własnego państwa. Augusta była jednak osobą o silnej osobowości i wysokim poczuciu własnej wartości. Nie miała dobrych relacji ze swoją teściową, która początkowo uważała, że Augusta pomoże naprawić jej popsute relacje z synem. Wiktoria była również rozczarowana, że funkcja przewodniczącej Czerwonego Krzyża przypadła jej synowej, osobie bez doświadczenia w pielęgniarstwie i działalności charytatywnej, oraz pozbawionej chęci udziału w tych przedsięwzięciach. Inaczej na ten temat pisała w swoich pamiętnikach jedyna córka Augusty, księżna Wiktoria Ludwika, która uważała, że matka uwielbiała pracę charytatywną.
Bardzo chorowita Augusta znajdowała przyjemność w docinaniu teściowej różnymi drobnymi nieprzyjemnościami. Uwielbiała zwłaszcza informować Wiktorię, że jej córka, Wiktoria Ludwika, nie została nazwana na jej cześć. Sama Wiktoria Ludwika w swoich wspomnieniach napisała jednak, że pierwsze imię otrzymała zarówno po babce, jak i prababce.
Stosunki między teściową a synową uległy poprawie, kiedy Wilhelm został w 1888 r. cesarzem. Wilhelm często wyjeżdżał na manewry wojskowe i jego żona czuła się samotna. Nawiązała więc bliższe relacje z cesarzową-wdową, ale nie na tyle bliskie, aby pozostawić z nią sam na sam swoje dzieci, gdyż obawiała się wpływu, jakie mogła na nie wywrzeć liberalna w swoich poglądach teściowa. Wiktoria i Augusta często jednak jeździły wspólnie na przejażdżki, a cesarzowa przebywała u boku Wiktorii przy jej łożu śmierci w 1901 r.
Augusta miała mniej serdeczne relacje z niektórymi szwagierkami, zwłaszcza z księżną Zofią, żoną następcy greckiego tronu. W 1890 r. Zofia ogłosiła swoją chęć porzucenia luteranizmu i przejścia na prawosławie. Augusta się temu sprzeciwiła, informując szwagierkę, że ten krok nie spotka się z aprobatą cesarza, Zofia zostanie pozbawiona prawa wstępu do Niemiec, a jej dusza trafi do piekła. Zofia odparła na to, że zmiana religii to jej prywatna sprawa. Taka odpowiedź zdenerwowała Augustę, która wkrótce przedwcześnie urodziła syna, Joachima. Czy ten wcześniejszy poród miał związek ze sprawą Zofii nie wiadomo, aczkolwiek w liście do matki Wilhelm pisał, że gdyby dziecko zmarło, byłaby to wina Zofii. W Niemczech Augusta znana była ze swojej dobroci i pobożności (ufundowała kilkanaście kościołów).
Była ewangeliczką. Dla Kościoła Zbawiciela w Katowicach-Szopienicach ufundowała ołtarz, a kościołowi pamiątkowemu im. Fryderyka III w Polanicy-Zdroju podarowała biblię ołtarzową z własnoręcznym wpisem. Była również fundatorką nowego kościoła i zapory wodnej w Jarnołtówku (wówczas Arnoldsdorf) – stary został zniszczony przez powódź, która nawiedziła okolice Prudnika 13 lipca 1903. Wizytę cesarzowej upamiętnia pomnik. Dzięki jej pomocy finansowej koło Prudnika powstał Siemków. Na jej cześć nazwano zatokę na Wyspie Bougainville’a w Papui-Nowej Gwinei. Razem z mężem przekazała sporą kwotę na budowę obecnego kościoła św. Jerzego w Sopocie, wówczas ewangelickiego kościoła garnizonowego pw. Zbawiciela.
9 listopada 1918 r., wskutek trudnej sytuacji Niemiec po I wojnie światowej, w Niemczech obalono monarchię. Wilhelm i Augusta udali się do Holandii, gdzie osiedlili się w Haus Doorn. Gdy w 1920 roku opuszczała Niemcy, służba pałacowa żegnała ją szlochając. Ostatnie lata życia nie były szczęśliwe dla byłej cesarzowej. Rewolucja, obalenie monarchii, popsucie się jej małżeństwa (związek Wilhelma z Herminą von Schönaich-Carolath), wreszcie samobójstwo Joachima podłamały Augustę, która zmarła w 1921 r.
Nigdy nie zwiedziła Luwru, co było jej największym marzeniem. Została pochowana w Poczdamie w ogrodzie Sanssouci w Antikentempel, gdzie spoczywa wraz z drugą żoną Wilhelma II, Herminą von Schönaich-Carolath, dwoma synami i wnukiem Wilhelmem.

## Odznaczenia
- Order Sidonii (1871, Saksonia)[4]
- Order Słońca (1873, Persja)[5]
- Order Olgi (1889, Wirtembergia)[6]